# Ingrid Donnadieu
Pour les articles homonymes, voir Donnadieu.
Ingrid Donnadieu, née le 8 octobre 1983, est une actrice et directrice artistique française.
Active dans le doublage, elle est notamment la voix française régulière de Gal Gadot, Zoe Saldaña, Sienna Miller, Mary Elizabeth Winstead, Abbie Cornish, et Maggie Grace ainsi qu'une des voix de Jaimie Alexander, Ruth Wilson, Michelle Monaghan, Joy Bryant, Jessica Chastain, Kate Hudson et Shay Mitchell,.
Elle est également la voix de la duchesse Anna Henrietta dans l'extension The Witcher 3: Wild Hunt – Blood and Wine.

## Biographie

### Famille
Fille de l'acteur Bernard-Pierre Donnadieu, Ingrid Donnadieu l'a régulièrement accompagné sur les plateaux de doublage dans les années 1990. Après la séparation de ses parents, elle a vécu avec son père, mort en 2010. Elle est la compagne du comédien de doublage Emmanuel Garijo.

### Formation
Elle suit des cours d'art dramatique afin de poursuivre une carrière d'actrice.

### Carrière
En 2005, à l'âge de 22 ans, elle joue dans la pièce de théâtre C'est jamais facile.

## Théâtre
- 2005 : C'est jamais facile de Jean-Claude Islert, mise en scène de Jean-Luc Moreau
- 2008 : Jacques et son maître de Milan Kundera, mise en scène de Nicolas Briançon
- 2011 : Tout est bien qui finit bien d'après William Shakespeare, mise en scène de Pierre Beffeyte
- 2011 : L'Île des esclaves de Marivaux, mise en scène de Paulo Correia, Théâtre national de Nice : Euphrosine
- 2013 : Un homme trop facile d'Éric-Emmanuel Schmitt, mise en scène de Christophe Lidon

## Filmographie

### Cinéma
- 2006 : Le Serpent de Éric Barbier : la réceptionniste
- 2011 : À Léa (court métrage) : Léa
- 2016 : À fond de Nicolas Benamou : gendarme Vignali
- 2018 : Mauvaises herbes de Kheiron : Monique jeune

### Télévision
- 2004 : SOS 18 (Série TV) (épisode 2 : Tête a l'envers) : Delphine
- 2007 : Alice et Charlie (Série TV) : Ségolène
- 2007 : L'Hôpital (Série TV) (épisode 2 : Protégés) : La policière
- 2012 : La smala s'en mêle (Série TV) de Didier Grousset (épisode 2 : Sauvage concurrence) : Magalie
- 2013 : Interdit d'enfants, téléfilm de Jacques Renard : L'institutrice
- 2014 : Richelieu, la Pourpre et le Sang, téléfilm de Henri Helman : Marie de Hautefort
- 2014 : Camping Paradis (Série TV) de Michel Alexandre (Épisode 2 Saison 6 : Noce de toiles) : Christelle
- 2015 : Contact, (Série TV) de Frédéric Berthe : Mélanie Rieux
- 2022 : Le Mystère Daval, téléfilm de Christophe Lamotte : Stéphanie Fouillot
- 2023 : Balthazar, (Série TV) de  Clothilde Jamin et Clélia Constantine (Épisode 3 Saison 5) : Hélène Robin[7]

## Doublage

### Cinéma

#### Films
- Gal Gadot dans (19 films) :
  - Fast and Furious 4 (2009) : Gisele Harabo
  - Fast and Furious 5 (2011) : Gisele Harabo
  - Fast and Furious 6 (2013) : Gisele Harabo
  - Triple 9 (2016) : Elena Vlaslov
  - Batman v Superman : L'Aube de la Justice (2016) : Diana Prince / Wonder Woman
  - Criminal : Un espion dans la tête (2016) : Jill Pope
  - Les Espions d'à côté (2016) : Nathalie Jones
  - Wonder Woman (2017) : Diana Prince / Wonder Woman
  - Justice League (2017) : Diana Prince / Wonder Woman
  - Entre deux fougères, le film (2019) : elle-même
  - Wonder Woman 1984 (2020) : Diana Prince / Wonder Woman
  - Zack Snyder's Justice League (2021) : Diana Prince / Wonder Woman
  - Fast and Furious 9 (2021) : Gisele Harabo
  - Red Notice (2021) : Sarah « Le Fou » Black
  - Mort sur le Nil (2022) : Linnet Ridgeway
  - Shazam! La Rage des Dieux (2023) : Diana Prince / Wonder Woman (caméo)
  - The Flash (2023) : Diana Prince / Wonder Woman
  - Agent Stone (2023) : Rachel Stone
  - Blanche-Neige (2025) : la Reine-sorcière (dialogues)

- Zoe Saldaña dans (11 films) :
  - The Skeptic (en) (2009) : Cassie
  - Star Trek (2009) : Nyota Uhura
  - Avatar (2009) : Neytiri
  - Panique aux funérailles (2010) : Elaine
  - The Words (2012[n 1]) : Dora Jensen
  - Star Trek Into Darkness (2013) : Nyota Uhura
  - Les Brasiers de la colère (2014) : Lena Taylor
  - Star Trek : Sans limites (2016) : Nyota Uhura
  - Live by Night (2017) : Graciella Suarez
  - Amsterdam (2022) : Irma St. Clair
  - Avatar : La Voie de l'eau (2022) : Neytiri

- Mary Elizabeth Winstead dans (9 films) :
  - Scott Pilgrim (2010) : Ramona Flowers
  - The Thing (2011) : Kate Lloyd
  - Smashed (2012) : Kate Hannah
  - A.C.O.D. (2013) : Lauren
  - 10 Cloverfield Lane (2016) : Michelle
  - All About Nina (en) (2018) : Nina Geld
  - The Parts You Lose (en) (2019) : Gail
  - Gemini Man (2019) : Danny Zakarweski
  - Kate (2021) : Kate

- Sienna Miller dans (7 films) :
  - Irrésistible Alfie (2004) : Nikki
  - Stardust, le mystère de l'étoile (2007) : Victoria
  - The Edge of Love (2008) : Caitlin MacNamara (version DVD)
  - G.I. Joe : Le Réveil du Cobra (2009) : la Baronne
  - Foxcatcher (2014) : Nancy Schultz
  - Manhattan Lockdown (2019) : Frankie Burns
  - Wander Darkly (en) (2020) : Adrienne

- Maggie Grace dans (7 films) :
  - Taken (2008) : Kim Mills
  - Night and Day (2010) : April Havens
  - Twilight, chapitre IV : Révélation, 1re partie (2011) : Irina Denali
  - Lock Out (2012) : Emilie Warnock
  - Taken 2 (2012) : Kim Mills
  - Twilight, chapitre V : Révélation, 2e partie (2012) : Irina Denali
  - Taken 3 (2015) : Kim Mills

- Michelle Monaghan dans (6 films) :
  - Les Femmes de ses rêves (2007) : Miranda
  - L'Œil du mal (2008) : Rachel Holloman
  - The Craft : Les Nouvelles sorcières (2020) : Helen Schechner
  - Nanny (2022) : Amy
  - Black Site (en) (2022) : Abigail « Abby » Trent
  - Blood (2023) : Jess

- Jaimie Alexander dans (6 films) :
  - Thor (2011) : Sif
  - Intersections (2013) : Taylor Dolan
  - Le Dernier Rempart (2013) : Sarah Torrance
  - Thor : Le Monde des ténèbres (2013) : Sif
  - Dangereuse Attraction (2016) : Tara
  - Thor: Love and Thunder (2022) : Sif

- Michelle Dockery dans (6 films) :
  - Non-Stop (2014) : Nancy
  - Downton Abbey (2019) : Lady Marie Crawley Talbot
  - The Gentlemen (2020) : Rosalind
  - Downton Abbey 2 : Une nouvelle ère (2022) : Lady Marie Crawley Talbot
  - Boy Kills World (2023) : Melanie Van Der Koy
  - Vol à haut risque (2025) : l'U.S. Marshal Madelyn Harris

- Abbie Cornish dans (5 films) :
  - Limitless (2011) : Lindy
  - Sept psychopathes (2012) : Kaya
  - Robocop (2014) : Clara Murphy
  - Geostorm (2017) : Sarah Wilson
  - Blackout (2022) : Anna

- Ruth Wilson dans (5 films) :
  - Dans l'ombre de Mary (2013) : Margaret Goff
  - Lone Ranger, naissance d'un héros (2013) : Rebecca Reid
  - I Am the Pretty Thing That Lives in the House (2016) : Lily
  - The Little Stranger (2018) : Caroline Ayres
  - Coup de théâtre (2022) : Petula Spencer

- Kate Hudson dans (4 films) :
  - La Porte des secrets (2005) : Caroline Ellis
  - Toi et moi... et Dupree (2006) : Molly Peterson
  - L'Amour de l'or (2008) : Tess Finnegan
  - Music (2021) : Kazu « Zu » Gamble

- Jessica Henwick dans (4 films) :
  - Love and Monsters (2020) : Aimee
  - Matrix Resurrections (2021) : Bugs
  - The Gray Man (2022) : Suzanne Brewer
  - Glass Onion : Une histoire à couteaux tirés (2022) : Peg

- Neel Rønholt dans :
  - My Sisters Kids (da) (2001) : Amalie
  - My Sisters Kids in the Snow (2002) : Amalie
  - My Sisters Kids in Egypt (2004) : Amalie

- Jessica Chastain dans :
  - Zero Dark Thirty (2012) : Maya
  - Crimson Peak (2015) : Lady Lucille Sharpe
  - Le Chasseur et la Reine des glaces (2016) : Sara

- Zoey Deutch dans :
  - Vampire Academy (2014) : Rosemarie « Rose » Hathaway
  - Dirty Papy (2016) : Shadia
  - Juré n° 2 (2024) : Allison Crewson

- Rebecca Ferguson dans :
  - Mission impossible : Rogue Nation (2015) : Ilsa Faust
  - Mission impossible : Fallout (2018) : Ilsa Faust
  - Mission impossible : Dead Reckoning (2023) : Ilsa Faust

- Diana Amft dans :
  - Girls and Sex (2001) : Inken
  - Girls and Sex 2 (2004) : Inken

- Aya Ueto dans :
  - Azumi (2003) : Azumi
  - Azumi 2: Death or Love (2005) : Azumi

- Anna Faris dans : 
  - Lost in Translation (2003) : Kelly
  - Overboard (2018) : Kate

- Emma Field-Rayner dans :
  - Goal ! : Naissance d'un prodige (2005) : Lorraine
  - Goal 2 : La Consécration (2007) : Lorraine

- Joy Bryant dans :
  - Réussir ou mourir (2005) : Charlene
  - Hit and Run (2012) : Neve

- Malinda Williams dans : 
  - Idlewild Gangsters Club (2006) : Zora
  - Daddy's Little Girls (2007) : Maya

- Rachel Hurd-Wood dans : 
  - Le Parfum, histoire d'un meurtrier (2006) : Laura Richis
  - Demain, quand la guerre a commencé (2010) : Corrie Mackenzie

- Scout Taylor-Compton dans :
  - Halloween (2007) : Laurie Strode
  - Halloween 2 (2009) : Laurie Strode

- Katharina Heyer (de) dans :
  - Entreprise séduction (de) (2007) : Lydia
  - Le Gang des policiers (de) (2014) : Sandra

- Alba Rohrwacher dans :
  - Mon frère est fils unique (2007) : Violetta Benassi
  - Hungry Hearts (2014) : Mina

- Rachel McDowall dans :
  - Mamma Mia ! (2008) : Ali
  - StreetDance 3D (2010) : Isabella

- Alyson Michalka dans :
  - Easy Girl (2010) : Rhiannon
  - The Roommate (2011) : Tracy Morgan

- Olivia Munn dans :
  - The Babymakers (2012) : Audrey Macklin
  - Magic Mike (2012) : Joanna

- January Jones dans :
  - Shérif Jackson (2013) : Sarah Ramírez
  - Good Kill (2014) : Molly Egan

- Jen Tullock dans :
  - 6 Balloons (2018) : Bianca
  - Spirited : L'Esprit de Noël (2022) : Wendy

- Karina Jordan dans :
  - Ma vie après toi (2018) : Natalia
  - Ma vie après toi 2 (es) (2023) : Natalia

- Maika Monroe dans :
  - Greta (2018) : Erica Penn
  - Longlegs (2024) : l'agent Lee Harker

- Elaine Hendrix dans :
  - Adopt a Highway (2019) : Diane Spring
  - Freaky Friday 2 : Encore dans la peau de ma mère (2025) : Blake Kale

- Julia Fox dans :
  - Uncut Gems (2020) : Julia De Fiore
  - No Sudden Move (2021) : Vanessa Capelli

- Jenny De Nucci dans :
  - Encore plus beau (it) (2021) : Rebecca
  - Toujours plus beau (it) (2021) : Rebecca

- Marin Ireland dans :
  - Le Croque-mitaine (2023) : Rita
  - Materialists (2025) : Violet

- 1994 : Richie Rich : ? (?)
- 1994 : Super Noël : Judy (Paige Tamada)
- 2000 : Presque célèbre : Sapphire (Fairuza Balk)
- 2002 : The Good Girl : Cheryl (Zooey Deschanel)
- 2003 : BachelorMan : Meg Thompson (Karen Bailey)
- 2003 : Herr Lehmann : Katrin (Katja Danowski (de))
- 2003 : Sexe, Lycée et Vidéo : Ashley (Sarah-Jane Potts)
- 2004 : Vanity Fair : La Foire aux vanités : Amelia Sedley (Romola Garai)
- 2004 : My Summer of Love : Tamsin (Emily Blunt)
- 2004 : Le Pont du roi Saint-Louis : Pepita (Adriana Dominguez)
- 2004 : Mon ami Machuca : Isabel (Andrea García-Huidobro)
- 2004 : Drowning Ghost (sv) : Therese (Jenny Ulving (sv))
- 2005 : Sophie Scholl : Les Derniers Jours : Gisela Schertling (Lilli Jung)
- 2005 : 40 ans, toujours puceau : Amy (Mindy Kaling)
- 2005 : La Mort en ligne 2 : Mei-Pheung (Shadow Liu)
- 2005 : Match Point : Chloé Hewett (Emily Mortimer)
- 2005 : Three Times : Micky, l'hôtesse (Lee Pei-Hsuan)
- 2006 : Dreamgirls : Deena Jones (Beyoncé Knowles)
- 2006 : Docteur Dolittle 3 : Brooklyn Webster (Luciana Carro)
- 2006 : Vacances sur ordonnance : Tanya (Jaqueline Fleming (en))
- 2006 : Requiem : Michaela Klingler (Sandra Hüller)
- 2006 : G.A.L. : Gracia (Mercè Llorens (es))
- 2006 : Ghost Game (en) : Kemtis (Pongsak Rattanapong (en))
- 2007 : 88 minutes : Lauren Douglas (Leelee Sobieski)
- 2007 : La Vie devant ses yeux : Maureen (Eva Amurri)
- 2007 : Le Retour des cigognes (en) : Katharina Lorenz (Katharina Lorenz)
- 2007 : Une avalanche de cadeaux : Isabell (Alexandra Neldel)
- 2007 : Rise : Collette (Cameron Richardson)
- 2007 : Mr. Woodcock : Tracy (Melissa Sagemiller)
- 2007 : Alpha Dog : Sabrina Pope (Charity Shea (en))
- 2008 : Manhunt : Camilla (Henriette Bruusgaard) et Jenta (Kristina Leganger Aaserud)
- 2008 : Wild Child : Ruby (Shelby Young)
- 2008 : Donkey Punch : Lisa (Sian Breckin)
- 2008 : The Wrestler : Jen (Donnetta Lavinia Grays)
- 2008 : Asylum (en) : Ivy (Ellen Hollman)
- 2008 : Novemberkind (de) : Inga Kaden / Anneliese « Anne » Kaden (Anna Maria Mühe)
- 2008 : Moscow, Belgium : Vera (Anemone Valcke)
- 2008 : L'Étranger en moi : Rebecca Seidel (Susanne Wolff)
- 2009 : Jusqu'en enfer : Christine (Alison Lohman)
- 2009 : Les gens bien : Flaminia (Myriam Catania (it))
- 2009 : Escroc(s) en herbe : Anne Greenstein (Lucy DeVito)
- 2009 : Pas si simple : Lauren (Caitlin Fitzgerald)
- 2009 : Away We Go : Munch Garnett (Melanie Lynskey)
- 2009 : Terreur (en) : Cheryl Fromm (Hanne Steen)
- 2009 : La Belle et la Bête : Belle (Estella Warren)
- 2010 : Welcome to the Rileys : Tara (Tiffany Coty)
- 2010 : Habana Eva (es)[n 2] : Eva (Prakriti Maduro)
- 2010 : Mother's Day : Annette Langston (Briana Evigan)
- 2010 : Remember Me : Ally Craig  (Emilie de Ravin)
- 2010 : The American : Ingrid (Irina Björklund)
- 2010 : L'Étrangère : Atife (Alwara Höfels (de))
- 2010 : Saw 3D : Chapitre final : Nina (Naomi Snieckus (en))
- 2010 : L'Italien : Natacha (Polina Vorobieva)
- 2010 : Cours, si tu peux : Mareike (Franziska Weisz)
- 2011 : Cinema Verite : Susan Raymond (Shanna Collins)
- 2011 : Le Dernier des Templiers : Anna (Claire Foy)
- 2011 : Mon été orange : Leela (Brigitte Hobmeier (de))
- 2011 : 50/50 : Rachael (Bryce Dallas Howard)
- 2011 : The Roommate : Tracy Morgan (Alyson Michalka)
- 2011 : 30 minutes maximum : Kate (Dilshad Vadsaria)
- 2011 : Sans compromis : Dawn (Deborah Ann Woll)
- 2012 : Silent Hill: Revelation 3D : Heather Mason / Sharon Da Silva (Adelaide Clemens)
- 2012 : The Secret : Christine (Eve Harlow)
- 2012 : Sous surveillance : Rebecca (Brit Marling)
- 2012 : Dredd : Cassandra Anderson (Olivia Thirlby)
- 2012 : Byzantium : Clara Webb (Gemma Arterton)
- 2012 : Rec 3 Génesis : Natalie (Claire Baschet)
- 2012 : Ce qui vous attend si vous attendez un enfant : Skyler (Brooklyn Decker)
- 2012 : Sx_Tape (en) : Jill (Caitlyn Folley (en))
- 2012 : Bait 3D : Heather (Cariba Heine)
- 2013 : Closed Circuit : Joanna Reece (Julia Stiles)
- 2013 : Evil Dead : Olivia (Jessica Lucas)
- 2013 : Quartet : Dr Lucy Cogan (Sheridan Smith)
- 2013 : Le Loup de Wall Street : Teresa Petrillo (Cristin Milioti) et Chantalle (Katarina Čas)
- 2013 : Infection (pt) : Sharley (Sarah Butler)
- 2013 : Paranormal Movie (en) : Dana Galen (Kathryn Fiore (en))
- 2014 : Cake : Bonnie (Mamie Gummer)
- 2014 : La Bataille de la Montagne du Tigre : Bai Ru dite « Petite Colombe » (Tong Liya (en))
- 2014 : Catacombes : Scarlett (Perdita Weeks)
- 2014 : Hunger Games : La Révolte, partie 1 : Enobaria (Meta Golding)
- 2015 : Cendrillon : Javotte Trémaine (Sophie McShera)
- 2015 : Eye in the Sky : Lucy Galvez (Kim Engelbrecht)
- 2015 : Le Dernier Chasseur de sorcières : la reine des sorcières (Julie Engelbrecht)
- 2015 : Alex l'insoumise (de) : Alex Herwig (Rosalie Thomass)
- 2016 : Manipulations : Emily Hynes (Malin Åkerman)
- 2016 : Ben-Hur : Esther (Nazanin Boniadi)
- 2016 : Holidays : Sara Gunderson (Clare Grant (de))
- 2016 : The Boss : Dana Dandridge (Cecily Strong)
- 2017 : Overdrive : Stéphanie (Ana de Armas)
- 2017 : 6 Below: Miracle on the Mountain : Sarah (Sarah Dumont)
- 2018 : Step Sisters (en) : Saundra (Nia Jervier)
- 2018 : L'Extraordinaire Voyage du fakir : Rose (Sarah-Jeanne Labrosse)
- 2018 : Death Race: Anarchy : Carley (Lucy Aarden (br))
- 2018 : Seule la vie... : Abby Dempsey (Olivia Wilde)
- 2018 : Les Sentinelles du Pacifique : Ding Lian / Diana (Ma Su (en))
- 2018 : L'Exorcisme de Hannah Grace : Megan Reed (Shay Mitchell)
- 2018 : Tully : Tully (Mackenzie Davis)
- 2018 : La Maladie du dimanche : Greta (Greta Fernández)
- 2019 : Le Gangster, le Flic et l'Assassin : Cha Seo-Jin (Kim Gyu-ri)
- 2019 : Ça : Chapitre 2 : Audra Philipps (Jess Weixler)
- 2019 : Un jour de pluie à New York : Terry (Kelly Rohrbach)
- 2019 : Mes autres vies de chien : Gloria (Betty Gilpin)
- 2020 : Pieces of a Woman : Martha (Vanessa Kirby)
- 2020 : Freaky : Charlene Kessler (Dana Drori)
- 2020 : Skylines : Rose Corley (Lindsey Morgan)
- 2021 : Blue Miracle : Rebecca « Becca » Venegas (Fernanda Urrejola)
- 2021 : Space Jam : Nouvelle Ère : Wonder Woman (Rosario Dawson) (voix)
- 2021 : Collection : Christina (Shakira Barrera (en))
- 2021 : Un doux désastre : Frida (Friederike Kempter)
- 2021 : Entre les lignes : Emma Hobday (Emma D'Arcy)
- 2022 : Murder at Yellowstone City : Emma Dunnigan (Scottie Thompson)
- 2023 : Joy Ride : Audrey Sullivan (Ashley Park)
- 2023 : Les Semaines miracle (it) : Anne (Sallie Harmsen)
- 2023 : Séminaire (sv) : Lina (Katia Winter)
- 2023 : Un contre un : Latifa (Ida Alkusay)
- 2023 : Zoé : Le Mariage (en) : Quinn Pensky (Erin Sanders)
- 2023 : Mercy : Michelle (Leah Gibson (en))
- 2023 : Family Switch : Barb (Lauren Ash)
- 2023 : Répétition générale (en) : Caroline Krauss (Patti Harrison)
- 2023 : Une équipe de rêve : Gail (Elisabeth Moss)
- 2023 : Monk, le retour : Molly Evans (Caitlin McGee (en))
- 2024 : Les Couleurs du mal : Rouge : Monika Bogucka (Zofia Jastrzebska)
- 2024 : Sleeping Dogs : Dana Finn (Elizabeth Blackmore)
- 2025 : iHostage : Lynn (Loes Haverkort)

#### Films d'animation
- 2009 : Professeur Layton et la Diva éternelle : Celia Raidley
- 2011 : La Colline aux coquelicots : Miki Hokuto
- 2013 : Epic : La Bataille du royaume secret : la reine Tara
- 2014 : La Légende de Manolo : Maria
- 2015 : Les Rebelles de la forêt 4 : Marcia
- 2016 : Ratchet et Clank : Elaris
- 2019 : La Grande Aventure Lego 2 : Diana Prince / Wonder Woman et une poupée
- 2019 : Ni no kuni : Saki / Bertha
- 2020 : La Grande Aventure d'un chien en or : Carmen
- 2021 : America : Le Film : Martha Dandridge[8]
- 2021 : Bright: Samurai Soul : voix additionnelles
- 2022 : Saules aveugles, femme endormie : l'infirmière
- 2023 : L'Étrange Noël du Petit Batman : Francine
- 2024 : Thelma la licorne : Megan
- 2024 : Ultraman: Rising : Mina / Emiko Sato

### Télévision

#### Téléfilms
- Diana Amft dans :
  - D'Artagnan et les Trois Mousquetaires : Constance Bonacieux
  - Un sarcophage pour deux : Dana Geiss
- Silke Bodenbender dans :
  - La Faille du diable : Rebecca Thalberg
  - Disparue : Inge-Maria Kolb
- Sienna Miller dans :
  - The Girl (2012) : Tippi Hedren
  - Just Like a Woman (2012) : Marylin O'Connor
- 2002 : Cadence : Daisy Salinas (Camille Guaty)
- 2006 : Dresde 1945, chronique d'un amour : Eva Mauth (Susanne Bormann)
- 2006 : Caravaggio : Lena (Sarah Felberbaum)
- 2007 : Les copilotes : Jenny Franolic (Friederike Kempter)
- 2007 : Une Sage femme au grand cœur : Laura Ziegler (Pauline Knof)
- 2009 : Dans l'abîme de Gibraltar : Zofia Lesniowska (Kamilla Baar)
- 2012 : Le Lycée de la honte : Amber Pierce (Marie Avgeropoulos)
- 2012 : Meurtre au 14e étage : Ariana Braxton (Jordan Ladd)
- 2013 : Le Parfum de la vengeance : Ariel (Allison Busner)
- 2013 : Clear History : Rhonda Haney (Kate Hudson)
- 2013 : Le Vol des cigognes : Sarah Gabbor (Perdita Weeks)
- 2014 : Adolescence tourmentée : Kendall (Bailey Anne Borders)
- 2014 : Un Noël de princesse : Natasha, Duchesse de Warren (Katherine Flynn)
- 2014 : Un œil sur mon bébé : Diane King (Larisa Oleynik)
- 2015 : Harcelée par mon médecin : Dr Zamora (Samantha Gros)
- 2015 : L'Église du scandale : Hannah Spears (Shanica Knowles)
- 2015 : L'Ange de Noël : Hayley (Christie Laing)
- 2015 : Mon ange de glace : Jen (Leanne Lapp)
- 2015 : Étudiante : Option escort : Tessa Bouillette (Tiera Skovbye)
- 2016 : Un mariage exceptionnel : Michelle (Leah Gibson (en))
- 2016 : La Seconde Femme : Deb Stanton (Tonya Kay)
- 2016 : Confirmation : Ricki Seidman (Grace Gummer)
- 2017 : Du rêve au cauchemar : Samantha Winters (Julia Jones)
- 2017 : Menace à domicile : Callie Monroe (Hannah New)
- 2017 : 10 Rendez-vous pour séduire : Billie (Keri Hilson)
- 2019 : Le Danger vient de la famille : Casey (Kate Miner)
- 2019 : Souviens-toi, notre secret l'été dernier... : Megan Myers (Anna Hutchison)
- 2019 : Un rôle sur mesure pour Noël : Ashley (Anna Van Hooft)
- 2020 : Femmes au bord du gouffre : Karen Croft (Sarah Butler)
- 2020 : L'Accord parfait de Noël : Kate (Lucia Micarelli)
- 2021 : Les Malheurs de Ruby : Un nouvel éclat : Miss Stevens (Meaghan Hewitt McDonald)
- 2021 : Le Plan cruel de ma jumelle : Emily / Charlotte (Emily Piggford)
- 2021 : Oslo : Mona Juul (Ruth Wilson)
- 2023 : Meurtre au bout du fil : Joelle (Erica Anderson)

#### Séries télévisées
- Michelle Dockery dans (6 séries) :
  - Downton Abbey (2010-2015) : Lady Mary Crawley (52 épisodes)
  - Good Behavior (en) (2016-2017) : Letty Raines (20 épisodes)
  - Godless (2017) : Alice Fletcher (mini-série)
  - Angie Tribeca (2017) : Victoria Nova (saison 3, épisode 4)
  - Défendre Jacob (2020) : Laurie Barber (mini-série)
  - Anatomie d'un scandale (2022) : Kate Woodcroft (mini-série)

- Ruth Wilson dans (5 séries) :
  - Luther (2010-2019) : Alice Morgan (14 épisodes)
  - The Affair (2014-2019) : Alison Bailey (42 épisodes)
  - Mrs Wilson (2018) : Alison Wilson (mini-série)
  - His Dark Materials : À la croisée des mondes (2019-2022) : Marisa Coulter (21 épisodes)
  - The Woman in the Wall (en) (2023) : Lorna Brady (6 épisodes)

- Marin Ireland dans (5 séries) :
  - Sneaky Pete (2015-2019) : Julia Bowman (30 épisodes)
  - Good Doctor (2020) : Vera Bernard (saison 3, épisodes 19 et 20)
  - Umbrella Academy (2020-2022) : Sissy Cooper (11 épisodes)
  - Y, le dernier homme (2021) : Nora Brady (10 épisodes)
  - Dope Thief (2025) : Mina (mini-série)

- Brea Grant dans (4 séries) :
  - Heroes (2006-2009) : Daphne Millbrook (17 épisodes)
  - Les Experts : Miami (2011) : Cheryl Brown (saison 9, épisode 18)
  - Dexter (2011) : Ryan Chambers (saison 6)
  - NCIS : Nouvelle-Orléans (2014) : Trish (saison 1, épisode 10)

- Ashley Jones dans (4 séries) :
  - True Blood (2009) : Daphne Landry (saison 2)
  - Mentalist (2009) : Sandrine Gerber (saison 2, épisode 6)
  - Esprits criminels (2014) : Kate Hoffer (saison 9, épisode 16)
  - Major Crimes (2017-2018) : Tammy Bechtel (saison 6, épisodes 11 et 13)

- Joy Bryant dans (4 séries) :
  - Parenthood (2010-2015) : Jasmine Trussell (103 épisodes)
  - Good Girls Revolt (2015-2016) : Eleanor Holmes Norton (10 épisodes)
  - For Life (2020-2021) : Marie Wallace (23 épisodes)
  - Les Chroniques de Spiderwick (2024) : Helen Grace (8 épisodes)

- Caitlin Fitzgerald dans (4 séries) :
  - Gossip Girl (2011) : Epperly Lawrence (saison 4)
  - Code Black (2017) : Dr Gretchen Kerr (saison 2, épisodes 15 et 16)
  - Sweetbitter (2018-2019) : Simone (13 épisodes)
  - Nous les menteurs (2025) : Penny Sinclair

- Stephanie Beatriz dans (4 séries) :
  - Southland (2013) : Belinda Cargrove (saison 5, épisode 4)
  - Brooklyn Nine-Nine (2013-2021) : l'inspecteur Rosa Diaz (153 épisodes)
  - Twisted Metal (2023) : Quiet
  - Espion à l'ancienne (2024) : Didi

- Fiona Rene (en) dans (4 séries) :
  - Stumptown (2019-2020) : l'inspecteur Kara Lee (9 épisodes)
  - Souviens-toi... l'été dernier (2021) : Lyla (8 épisodes)
  - NCIS: Hawaiʻi (2021) : Melissa Garland (saison 1, épisode 2)
  - Tracker (2024) : Reenie Green (10 épisodes)

- Reiko Aylesworth dans :
  - Lost : Les Disparus (2009) : Amy Goodspeed (saison 5)
  - Revolution (2014) : Marion Kelly (saison 2, 4 épisodes)
  - Bull (2019) : Carolyn Kelly (saison 3, épisode 13)

- Kathleen Munroe dans :
  - Alphas (2011-2012) : Danielle Rosen (8 épisodes)
  - Motive (2015) : Ashley Kirkwell (saison 3, épisode 10)
  - New York, unité spéciale (2017) : Evelyn Bundy (saison 19, épisode 3)

- Margarita Levieva dans :
  - Revenge (2011-2015) : Amanda Clarke / Emily Thorne (24 épisodes)
  - Au service du passé (en) (2022) : Jenny Franklin (8 épisodes)
  - Daredevil: Born Again (2025) : Heather Glenn

- Grace Gummer dans :
  - Smash (2012-2013) : Katie Rand (saison 1, épisode 8 et saison 2, épisode 7)
  - The Newsroom (2013-2014) : Hallie Shea (10 épisodes)
  - Extant (2014-2015) : Julie Gelineau (26 épisodes)

- Natalie Martinez dans :
  - Under the Dome (2013-2014) : Linda Esquivel (14 épisodes)
  - The Twilight Zone : La Quatrième Dimension (2020) : Ana (saison 2, épisode 8)
  - The Stand (2021) : Dayna Jurgens (mini-série)

- Michelle Monaghan dans :
  - True Detective (2014) : Maggie Hart (saison 1)
  - Messiah (2020) : Eva Geller (10 épisodes)
  - The White Lotus (2025) : Jaclyn Lemon (saison 3)

- Elizabeth Blackmore dans :
  - Vampire Diaries (2015-2016) : Valerie Tulle (16 épisodes)
  - Once Upon a Time (2016) : Mary Lydgate (saison 6, épisode 4)
  - Supernatural (2016-2017) : Lady Antonia « Toni » Bevell (2e voix, saison 12)

- Jen Tullock dans :
  - Roadies (2016) : Logan (épisode 9)
  - Bless this Mess (en) (2019) : Monique (saison 1, épisode 1)
  - Perry Mason (2023) : Anita St. Pierre (saison 2)

- Jessica Henwick dans :
  - The Defenders (2017) : Colleen Wing (mini-série)
  - Iron Fist (2017-2018) : Colleen Wing (23 épisodes)
  - Luke Cage (2018) : Colleen Wing (saison 2, épisode 3)

- Taylor Schilling dans :
  - The Bite (en) (2021) : Lily Leithauser (6 épisodes)
  - Pam and Tommy (2022) : Erica (mini-série)
  - N'oublie pas de vivre (2023) : Lacey (3 épisodes)

- Ruta Gedmintas dans :
  - Les Tudors (2007) : Elizabeth Blount (saison 1)
  - Borgia (2011-2012) : Ursula Bonadeo (8 épisodes)

- Shay Mitchell dans :
  - Pretty Little Liars (2010-2017) : Emily Fields (161 épisodes)
  - You (2018) : Peach Salinger (saison 1)

- Yaya DaCosta dans :
  - Body of Proof (2011) : Holly Bennett (saison 1, épisode 3)
  - Dr House (2011-2012) : Anita (saison 8, épisodes 8 et 10)

- Christine Horne dans :
  - Jessica King (2011) : Amanda Jacobs (saison 1, épisode 3)
  - Fellow Travelers (2023) :  Jean Kerr (mini-série)

- Britt Lower dans :
  - Unforgettable (2011-2014) : Tanya Sitkowsky (13 épisodes)
  - Severance (depuis 2022) : Helly

- Shannon Kane (en) dans :
  - Hollywood Heights (2012) : Traci Madsen (23 épisodes)
  - Code Black (2018) : Felicia Humphries (saison 3)

- Wrenn Schmidt dans :
  - Boardwalk Empire (2012-2013) : Julia Sagorsky (10 épisodes)
  - Person of Interest (2014-2016) : Dr Iris Campbell (7 épisodes)

- Christie Laing dans :
  - Arrow (2012-2013) : Carly Diggle (6 épisodes)
  - Motive (2016) : Mackenzie Usher (saison 4, épisode 7)

- Kelen Coleman (en) dans :
  - Super Fun Night (2013) : Felicity Vanderstone (épisode 8)
  - Magnum (2021) : Gina Gow (saison 3, épisode 12)

- Abby Elliott dans :
  - How I Met Your Mother (2013-2014) : Jeanette Peterson (saison 8)
  - The Bear (depuis 2022) : Nathalie « Sugar » Berzatto

- Emily Berrington dans :
  - 24 Heures chrono : Live Another Day (2014) : Simone Al-Harazi (saison 9)
  - Humans (2015-2018) : Niska (23 épisodes)

- Jaimie Alexander dans :
  - Marvel : Les Agents du SHIELD (2014-2015) : Sif (saison 1, épisode 15 et saison 2, épisode 12)
  - Loki (2021) : Sif (saison 1, épisode 4)

- Elizabeth McLaughlin (en) dans :
  - Hand of God (2014-2017) : Alicia Hopkins (20 épisodes)
  - L'Arme fatale (2016) : Rachel (saison 1, épisode 6)

- Danica Curcic dans :
  - Nobel (2016) : Adella Hanefi (mini-série)
  - Secrets We Keep (de) (2025) : Katarina (mini-série)

- Anastasia Phillips (en) dans :
  - Reign : Le Destin d'une reine (2017) : Leeza de Valois (saison 4)
  - Hudson et Rex (2019) : Naomi Turner (saison 1, épisode 5)

- Caitlin McGee (en) dans :
  - Man vs Geek (2017) : Kaylie (épisode 13)
  - Mythic Quest (2020-2022) : Sue (9 épisodes)

- Heléne Yorke dans :
  - The Good Fight (2017-2018) : Amy Breslin (7 épisodes)
  - Katy Keene (2020) : Amanda (10 épisodes)

- Lucrezia Guidone (it) dans :
  - Trois mètres au-dessus du ciel (it) (2021-2022) : Rita (16 épisodes)
  - Chaque fidélité (it) (2022) : Margherita (mini-série)

- Betty Gilpin dans :
  - Roar (2022) : Amelia (épisode 3)
  - Mrs. Davis (en) (2023) : la Sœur Simone / Elizabeth Abbott (mini-série)

- Zoe Saldaña dans :
  - Le Goût de vivre (2022) : Amy (mini-série)
  - Opérations Spéciales : Lioness (depuis 2023) : Joe

- Paola Núñez dans :
  - Resident Evil (2022) : Evelyn Marcus (8 épisodes)
  - La Chute de la maison Usher (2023) : Dr Alessandra « Al » Ruiz (mini-série)

- Xelia Mendes-Jones dans :
  - La Roue du temps (2023) : Renna (saison 2)
  - Fallout (2024) : Dane
- 2005 : Casanova (en) : Henriette (Rose Byrne) (mini-série)
- 2006 : Fallen : Chloe (Ali Liebert) (mini-série)
- 2006 : Ugly Betty : Carol (Miranda Frigon (en)) (saison 1, épisode 4)
- 2006-2017 : Grey's Anatomy : Gretchen (Jillian Bach) (saison 3, épisode 6), Meg Shelley (Erin Cahill) (saison 5, épisode 16) et Eliza Minnick (Marika Dominczyk) (11 épisodes)
- 2007 : Dirt : Stormy (Stormy Daniels) (saison 1, épisodes 1 et 2)
- 2007 : Newport Beach : Kirsten Nichol jeune (Ellen Hollman) (saison 4, épisode 13)
- 2007 / 2011 : Les Experts : Miami : Samantha Barrish (Jessica Szohr) (saison 6) et Megan Wells (Erin Sanders) (saison 9, épisode 14)
- 2008 : The Cleaner : Rae (Megan Boone) (saison 1, épisode 12)
- 2008 : Romanzo criminale : Sandra (Valentina Calandriello) (3 épisodes)
- 2010 : Drop Dead Diva : Tracy Prescott (Cynthia Evans) (saison 2, épisode 9)
- 2010 : Human Target : La Cible : Susan Connors (Wendy Glenn) (saison 2, épisode 4)
- 2010 : Face au crime (de) : Anja Kirchner (Carmen Simone Birk) (5 épisodes)
- 2010 : Any Human Heart (en) : Petra (Cristina Catalina) et Brownwell (Kathryn Drysdale)
- 2010 : Entourage : elle-même (Sasha Grey) (saison 7)
- 2010 : Rescue Me : Les Héros du 11 septembre : Penny Rubano (Deanna Russo) (saison 6)
- 2010-2013 : Treme : Annie (Lucia Micarelli) (38 épisodes)
- 2011 : 2 Broke Girls : Mary (Katierose Donohue) (saison 1, épisode 10)
- 2011 / 2016 : Unforgettable : Maria Ortiz (Victoria Cartagena (en)) (saison 1, épisode 3) et Monique (Katie Groves) (saison 4, épisode 12)
- 2012 : Hunted : Simran Bains (Manjinder Virk (en))
- 2012 : Carta a Eva (es) : Eva Perón (Julieta Cardinali) (mini-série)
- 2012 : Made in Jersey : Heather (Chloe Brooks) (épisode 6)
- 2012 : Annika Bengtzon : Lotta Svensson (Lisa Henni (sv))
- 2012 : Skins : Clara (Georgia King) (saison 6, épisode 10)
- 2012 : Desperate Housewives : Dakota (Jillian Nelson) (saison 8, épisode 2)
- 2012-2013 : Burning Love (en) : Vivian (Morgan Walsh) (11 épisodes) et Rebecca (Lindsey Kraft (en)) (saison 2, épisode 9)
- 2013 : The Tomorrow People : Mallory (Lyndon Smith (en))
- 2013 : Southcliffe : Sarah Gould (Nichola Burley)
- 2013 : Cracked : Annalise Byrne (Tattiawna Jones (en))
- 2013 : Super Fun Night : Felicity Vanderstone (Anna Camp) (épisode pilote)
- 2013 : NCIS : Enquêtes spéciales : Danielle Benton (Chelsea Harris (en)) (saison 11, épisode 6)
- 2013 : Londres, police judiciaire : Becky Bryson (Gemma Atkinson) (saison 7, épisode 3)
- 2013-2014 : Les Experts : Ellie Brass (Teal Redmann) (2e voix - saison 13, épisode 22 puis saison 14, épisodes 1 et 22)
- 2013 / 2015 : Longmire : Brandi Collette (Briana Evigan) (saison 2, épisode 2) et Chelsea (Jade Kammerman) (saison 4, épisode 4)
- 2013-2016 : Les Enquêtes de Murdoch : Eva Pearce (Daiva Johnston) (6 épisodes)
- 2013-2019 : Peaky Blinders : Grace Burgess-Shelby (Annabelle Wallis) (19 épisodes)
- 2013-2020 : Mom : Christy Plunkett (Anna Faris) (152 épisodes)
- 2014 : Anger Management : Becky (Elaine Hendrix)
- 2014 : Gracepoint : Renee Clemons (Jessica Lucas) (mini-série)
- 2014 : Rosemary's Baby : Julie (Christina Cole) (mini-série)
- 2014 : Jane the Virgin : Candyce (Julie Berman) (saison 1, épisode 8)
- 2014 : Major Crimes : Claudia Gomez (Leana Chavez) (saison 3, épisode 14)
- 2014 : How I Met Your Mother : Karina (Stacy Keibler) (2e voix - saison 9, épisode 14)
- 2014-2019 : Madam Secretary : Daisy Grant (Patina Miller) (116 épisodes)
- 2015 : The Royals : Samantha Cook / Mandy (Sarah Dumont) (saison 2)
- 2015 : Miss Fisher enquête : Jemima Littleton (Laura Gordon) (saison 3, épisode 5)
- 2015-2016 : Les 100 : Echo (Tasya Teles) (1re voix, saisons 2-3)
- 2015-2018 : Sense8 : Daniela Velázquez (Eréndira Ibarra) (19 épisodes)
- 2015-2018 : Squadra criminale : Valeria Fero (Miriam Leone) (36 épisodes)
- 2016 : 12 Monkeys : Vanessa (Eve Harlow) (saison 2, épisode 9)
- 2016 : Berlin Station : Lana Vogel (Antje Traue)
- 2016-2017 : Esprits criminels : Unité sans frontières : Amy Wallace (A Leslie Kies) (saison 1, épisode 5) et Paola (Sandra Echeverría) (saison 2, épisode 3)
- 2016 / 2019 : Chicago Med : Denise Lockwood (Alexandra Grey) (saison 2, épisode 3 et saison 4, épisode 21)
- 2016-2019[n 3] : American Housewife : Suzanne (Jeannette Sousa) (10 épisodes)
- 2017 : Bloodline : Julia Degrasse (Jules Willcox)
- 2017 : The Halcyon : Charity Lambert (Charity Wakefield)
- 2017 : Loaded : la doctoresse (Jo Herbert) (épisode 6)
- 2017 : Brokenwood : Dahlia Freyburg (Tai Berdinner-Blades) (saison 4, épisode 3)
- 2017 : The Leftovers : la femme bien habillée (Vanessa DeSilvio) (saison 3, épisodes 2 et 6)
- 2017 : Appartements 9JKL : Natalie (Brooke D'Orsay) (saison 1, épisode 9)
- 2017-2018 : Six : Jackie Ortiz (Nadine Velazquez) (18 épisodes)
- 2017-2019 : SMILF : Bridgette (Frankie Shaw)
- 2017-2019 : S.W.A.T. : Jessica Cortez (Stephanie Sigman) (45 épisodes)
- 2018 : Les Jeunes Aventuriers (en) : Beth McKenna (Erinn Hayes) (6 épisodes)
- 2018 : The Team : Nelly Winther (Marie Bach Hansen) (saison 2)
- 2018 : Seven Seconds : Dr Laszlo Kreizler (Clare-Hope Ashitey)
- 2018 : Esprits criminels : Molly Witt (Reid Cox) (saison 14, épisode 9)
- 2018 : Lucifer : Mia Hytner (Emma Bell) (saison 3, épisode 23)
- 2018 : The Detail (en) : Tanya Pink (Lili Connor) (épisode 8)
- 2018-2020 : Vida : Nico (Roberta Colindrez) (14 épisodes)
- 2018-2021 : Fear the Walking Dead : Althea Szewczyk-Przygocki (Maggie Grace) (50 épisodes)
- 2018-2023 : Barry : Sally Reed (Sarah Goldberg) (32 épisodes)
- 2019 : The Boys : Molly (Caitlyn Sponheimer) (saison 1, épisode 7)
- 2019 : For the People : Cassandra Collins (Kikéy Castillo) (saison 2, épisode 5)
- 2019 : Ransom : Brit Lawler (Anna Douglas) (saison 3, épisode 12)
- 2019-2022 : Pennyworth : Martha Kane (Emma Paetz (de)) (27 épisodes)
- 2019-2023 : Carnival Row : Sophie Longerbane (Caroline Ford)
- 2020 : Penny Dreadful: City of Angels : Sœur Molly Finnister (Kerry Bishé)
- 2020 : Le Renard : Jasmin Wenzel (Susanne Bormann) (saison 49, épisode 2)
- 2020-2021 : Home Before Dark : Bridget Jensen (Abby Miller (en)) (20 épisodes)
- 2020-2022 : C.B. Strike : Izzy Chiswell (Christina Cole) (6 épisodes)
- 2021 : Shadow and Bone : La Saga Grisha : tante Heleen (Deirdre Mullins) (saison 1, épisode 2)
- 2021 : Launchpad (en) : Avalon (Otmara Marrero (en)) (série de courts métrages)
- 2021 : Rebel : Carmen (Chloe Wepper) (épisodes 7 et 10)
- 2021 : Hawkeye : Missy, la responsable du jeu de rôle (Adelle Drahos) (mini-série)
- 2021 : The Silent Sea : Dr Hong Ga-yeong (Kim Sun-young (en))
- 2021 : Calls : Darlene (Edi Patterson (en)) (voix - saison 1, épisode 5)
- 2021 : Crime (en) : Amanda Drummond (Joanna Vanderham) (6 épisodes)
- 2021 : Truth Be Told : Le Poison de la vérité : Micah Keith (Kate Hudson) (saison 2)
- 2021-2022 : Station Eleven : Kirsten Raymonde (Mackenzie Davis) (mini-série)
- 2021-2022 : Made for Love : Bangles (Patti Harrison) (3 épisodes)
- 2021-2022 : Reservation Dogs : Deer Lady (Kaniehtiio Horn) (saison 1, épisode 5 et saison 2, épisode 8)
- 2021-2023 : Schmigadoon! : Melissa Gimble (Cecily Strong) (12 épisodes)
- 2022 : Sur ordre de Dieu : Rebecca Pyre (Adelaide Clemens) (mini-série)
- 2022 : En traître : Kara Yusova (Olga Kurylenko) (mini-série)
- 2022 : Acapulco : Kelly (Jocelyn Hudon) (saison 2, épisodes 7 et 8)
- 2022 : 61st Street (en) : Patricia Vitario (Tiffany Bedwell)
- 2022 : Meurtres au paradis : Alessa Park (Jessica Clark) (saison 11, épisode 3)
- 2022 : Une famille en vrille (tr) : Yagmur (Nezaket Erden (tr))
- 2022 : Belascoarán, détective privé : Irene (Paulina Gaitán) (mini-série)
- 2022 : Little America : Reena (Rebecca Hazlewood (en)) (saison 2, épisode 7)
- 2022 : Tales of the Walking Dead : Evie (Olivia Munn) (épisode 1)
- 2022 : Modern Love Tokyo (en) : Kaori (Halley Kim) (voix)
- 2022 : Irma Vep : Mira Harberg / Musidora (Alicia Vikander) (mini-série)
- 2022 : Après le verdict : Les jurés mènent l'enquête (en) : Heidi Lang (Tess Haubrich)
- 2022-2023 : DC Titans : May Bennett / Mother Mayhem (Franka Potente) (saison 4)
- depuis 2022 : Doc : Cecilia Tedeschi (Alice Arcuri)
- depuis 2022 : Le Seigneur des anneaux : Les Anneaux de pouvoir : Galadriel (Morfydd Clark)
- 2023 : Extrapolations : Rebecca Shearer (Sienna Miller) (3 épisodes)
- 2023 : Abysses : Granelli (Franziska Weisz) (mini-série)
- 2023 : Faux (en) : Megha Vyas (Raashii Khanna (en))
- 2023 : Un conte parfait : Candela (Ingrid García Jonsson) (mini-série)
- 2023 : Slip (en) : Mae (Zoe Lister-Jones)
- 2023 : Erin et Aaron : Sylvia Williams (Larisa Oleynik)
- 2023 : NCIS: Sydney : Ana Niemus (Georgina Haig)
- 2023 : Chargés à bloc : Angela Gomez (Paola Lázaro)
- 2023-2024 : Not Dead Yet : Lexi (Lauren Ash) (23 épisodes)
- depuis 2023 : Will Trent : Angie Polaski (Erika Christensen)
- depuis 2023 : The Walking Dead: Daryl Dixon : Marion Genet (Anne Charrier)
- 2024 : Avatar, le dernier maître de l'air : l'avatar Kyoshi (Yvonne Chapman (en)) et la narratrice [Qui ?] (voix)
- 2024 : Bodkin (en) : Mary (Clodagh Mooney Duggan))
- 2024 : A Gentleman in Moscow : Anna Urbanova (Mary Elizabeth Winstead)
- 2024 : MILF of Norway (sv) : Kikki (Henriette Faye-Schjøll)
- 2024 : Landman : Angela Norris (Ali Larter)
- 2025 : The Studio : Sarah Polley (Sarah Polley)
- 2025 : Bosch: Legacy : Jen Kowski (Daya Vaidya)
- 2025 : Adults : Julia Fox (Julia Fox)

#### Séries d'animation
- 2010-2011 : Bakuman. : Yuriko Aoki
- 2010-2013 : Planet Sheen : Aseefa
- 2016 : Chasseurs de trolls : Les Contes d'Arcadia : Ophelia Nunez
- 2018 : Animals (en) : Julia et Tia
- 2018-2020 : She-Ra et les Princesses au pouvoir : Grand Espoir, Madame Razz, Jasmine, Sorciella et voix additionnelles
- 2018-2020 : Les Cahiers d'Esther : une maîtresse, une mère, une monitrice et une vieille dame
- 2019 : Seis Manos : Lina
- 2019-2021 : Bless the Harts (en) : Dawn et Louise
- 2020 : Star Wars: The Clone Wars : Rafa Martez
- 2020 : Moka : Arja, une chauve souris et une vieille lapine (création de voix)
- 2021 : Love, Death and Robots : Logan (saison 2, épisode 2), Alice (saison 2, épisode 3)
- 2021 : Star Wars: The Bad Batch : Rafa Martez (saison 1, épisode 6)
- 2021 : Trese : Entre deux mondes (en) : l'émissaire (saison 1, épisodes 1 et 4), Dr Petra et Hannah
- 2021 : What If...? : Sif[n 4] (saison 1, épisodes 3 et 7)
- 2021 : Chicago Party Aunt (en) : Diane
- 2021 : Maya, princesse guerrière (en) : Ah Puch (mini-série)
- 2021 : Otis, à la rescousse ! : voix additionnelles
- 2022 : Kung Fu Panda : Le Chevalier Dragon : Fine lame (adulte)
- 2022 : Kakegurui Twin : Sakura Miharutaki
- 2022 : Cyberpunk: Edgerunners : Kiwi
- 2022 : Battle Kitty : Jeanne la potelée
- 2022 : Little Demon (en) : Laura Feinburg
- 2022 : Star Trek: Prodigy : le lieutenant Nyota Uhura
- 2022 : Call of the Night : Nico Hirata
- 2023 : Scott Pilgrim prend son envol : Ramona Victoria Flowers[n 5]
- 2025 : Gagné ou Perdu (en) : Kerin
- 2025 : Shangri-La Frontier : Rust
- 2025 : Tales of the Underworld : Latts Razzi

### Jeux vidéo
- 2014 : Hearthstone : voix additionnelles
- 2016 : The Witcher 3: Wild Hunt – Blood and Wine : Anna Henrietta la duchesse de Toussaint
- 2017 : Blade and Soul : La Douairière Tayhu
- 2017 : Assassin's Creed Origins : voix additionnelles
- 2018 : Overwatch : Brigitte (1re voix)[n 6]
- 2018 : Assassin's Creed Odyssey : Roxana et la Pythie
- 2019 : Resident Evil 2 : Annette Birkin

### Direction artistique

#### Films
- 2018 : Les Sentinelles du Pacifique
- 2022 : Quatre moitiés
- 2022 : F*ck l'amour, toujours !
- 2022 : Le Livre de Catherine
- 2022 : Le Journal de Noël
- 2023 : Un bal pour Harvard

#### Séries télévisées
- 2017 : Loaded
- 2019 : DC Titans (saison 2, épisodes 1 et 2)
- 2021-2023 : Gossip Girl
- 2022 : Dirty Lines (avec Olivia Luccioni)

## Voix off

### Publicités
- 2025 : Hydratis

### Livres audio
- Gilles Legardinier, Demain j'arrête ! (lu par Ingrid Donnadieu), éd. Audiolib, Paris, 2014, 1 disque compact (durée : 8 h 50),  (ISBN 9782356417039), (BNF 43741638)).
- John Grisham, L'Ombre de Grey Mountain (lu par Ingrid Donnadieu), éd. Audiolib, Paris, 2015.
- Lori Nelson Spielman, Demain est un autre jour (lu par Ingrid Donnadieu), éd. Audiolib, Paris, 2016.
- Cassandra O'Donnell, Les aventures improbables de Julie Dumont (lu par Ingrid Donnadieu), éd. Audible, Paris, 2016.
- Laurent Gounelle, Et tu trouveras le trésor qui dort en toi (lu par Ingrid Donnadieu), éd. Audiolib, Paris, 2017.
- JP Delaney, La fille d'avant (lu par Ingrid Donnadieu), éd. Audiolib, Paris, 2017.
- Paula Hawkins, Au fond de l'eau (lu par Ingrid Donnadieu et Julien Chatelet), éd. Audiolib, Paris, 2017
- Axelle Auclair, Secret défense d'aimer 1, (lu par Ingrid Donnadieu), éd. Audible Studos, publié le 07/01/2020 sur Audible, (durée : 10 h 14).
- Axelle Auclair, Secret défense d'aimer 2, (lu par Ingrid Donnadieu), éd. Audible Studos, publié le 04/03/2021 sur Audible, (durée : 10 h 23).
- Axelle Auclair, Secret défense d'aimer 3, (lu par Ingrid Donnadieu), éd. Audible Studos, publié le 15/04/2021 sur Audible, (durée : 10 h 20).